# Brias
Pour les articles homonymes, voir Brias (homonymie).
Brias (Bryas avant 1997) est une commune française située dans le département du Pas-de-Calais en région Hauts-de-France. Ses habitants sont appelés les Briasois. Sa population est de 297 habitants au recensement de 2022. La commune est membre de la communauté de communes du Ternois.

## Géographie

### Localisation
Localisée dans le sud-est du département du Pas-de-Calais, Brias est une commune limitrophe au sud-ouest de la commune de Saint-Pol-sur-Ternoise et située, à vol d'oiseau, à 30 km au nord-ouest de la commune d’Arras (chef-lieu d'arrondissement et préfecture du Pas-de-Calais).
Le territoire de la commune est limitrophe de ceux de sept communes.
Les communes limitrophes sont Valhuon, Monchy-Breton, Ostreville, Saint-Pol-sur-Ternoise, La Thieuloye, Troisvaux et Bours.

### Géologie et relief
La superficie de la commune est de 7,74 km2 ; son altitude varie de 122  à   166 m.

### Hydrographie
La commune est située dans le bassin Artois-Picardie. Elle n'est drainée par aucun cours d'eau,.

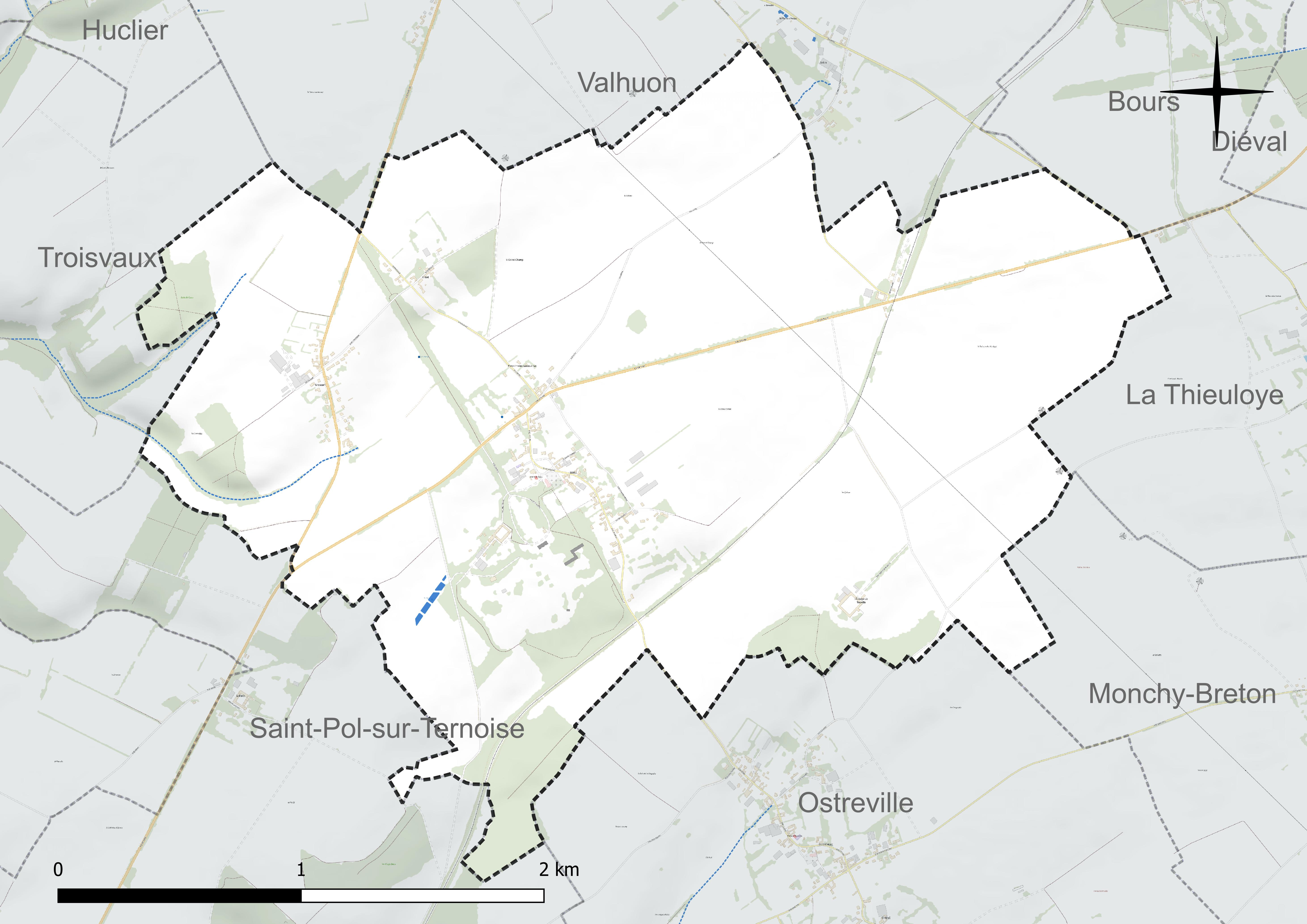
Réseau hydrographique de Brias.

### Climat
Pour des articles plus généraux, voir Climat des Hauts-de-France et Climat du Pas-de-Calais.
En 2010, le climat de la commune est de type climat des marges montargnardes, selon une étude du CNRS s'appuyant sur une série de données couvrant la période 1971-2000. En 2020, Météo-France publie une typologie des climats de la France métropolitaine dans laquelle la commune est exposée à un climat océanique et est dans la région climatique Côtes de la Manche orientale, caractérisée par un faible ensoleillement (1 550 h/an) ; forte humidité de l'air (plus de 20 h/jour avec humidité relative > 80 % en hiver), vents forts fréquents.
Pour la période 1971-2000, la température annuelle moyenne est de 10 °C, avec une amplitude thermique annuelle de 14 °C. Le cumul annuel moyen de précipitations est de 868 mm, avec 13,1 jours de précipitations en janvier et 9,7 jours en juillet. Pour la période 1991-2020, la température moyenne annuelle observée sur la station météorologique la plus proche, située sur la commune de Fiefs à 11 km à vol d'oiseau, est de 10,4 °C et le cumul annuel moyen de précipitations est de 1 070,6 mm,. Pour l'avenir, les paramètres climatiques de la commune estimés pour 2050 selon différents scénarios d'émission de gaz à effet de serre sont consultables sur un site dédié publié par Météo-France en novembre 2022.

### Paysages
Pour un article plus général, voir Paysage en France.
La commune s'inscrit dans les « paysages du Ternois » tels qu'ils sont définis dans l'atlas de paysages de la région Nord-Pas-de-Calais, conçu par la direction régionale de l'Environnement, de l'Aménagement et du Logement (DREAL),.
Ces « paysages du Ternois », qui concernent 138 communes avec trois pôles d'attraction que sont Hesdin-la-Forêt à l'ouest, Saint-Pol-sur-Ternoise à l'est et, dans une moindre mesure, Frévent en lisière sud, sont délimités par deux cours d'eau : la Canche au sud et la Ternoise au nord. Ces paysages sont composés de plateaux, de vallées et de bocages. Les plateaux du Ternois montrent une structure tabulaire assez plane et une altitude assez régulière avec des points culminants entre 150  à   160 m.
Le territoire d'une vingtaine de kilomètres du nord au sud et d'est en ouest, est traversé par la D 939 reliant Saint-Pol-sur-Ternoise à Hesdin-la-Forêt, par la D 912 entre Saint-Pol-sur-Ternoise et Frévent et par la ligne ferroviaire de Saint-Pol-sur-Ternoise à Étaples dans la vallée de la Canche. La position excentrée, en l'absence de grands axes autoroutiers ou ferrés structurants, a permis au Ternois de conserver un caractère rural.
Au niveau de l'occupation des sols de ces « paysages du Ternois », les surfaces cultivées représentent 66,80 % de la surface totale et sont omniprésentes sur les plateaux avec majoritairement la culture de la betterave et de la pomme de terre, les prairies naturelles, permanentes 19 %, les forêts, comme la forêt d'Hesdin, et milieux semi-naturels 7,26 %, présentes dans les deux principales vallées de la Ternoise et de la Canche, les espaces artificialisés 3,22 % avec principalement les communes de Saint-Pol-sur-Ternoise, Hesdin-la-Forêt et Frévent, les espaces industriels 0,52 % et les cours d'eau et plans d'eau 0,21 %.

### Milieux naturels et biodiversité

#### Zone naturelle d'intérêt écologique, faunistique et floristique
L'inventaire des zones naturelles d'intérêt écologique, faunistique et floristique (ZNIEFF) a pour objectif de réaliser une couverture des zones les plus intéressantes sur le plan écologique, essentiellement dans la perspective d'améliorer la connaissance du patrimoine naturel national et de fournir aux différents décideurs un outil d'aide à la prise en compte de l'environnement dans l'aménagement du territoire.
Le territoire communal comprend une ZNIEFF de type 1 : le bois de Saint-Michel-sur-Ternoise. Cette ZNIEFF est occupée dans sa partie centrale par un massif forestier typique des bois artésiens avec hêtraie, érablaie et frênaie.

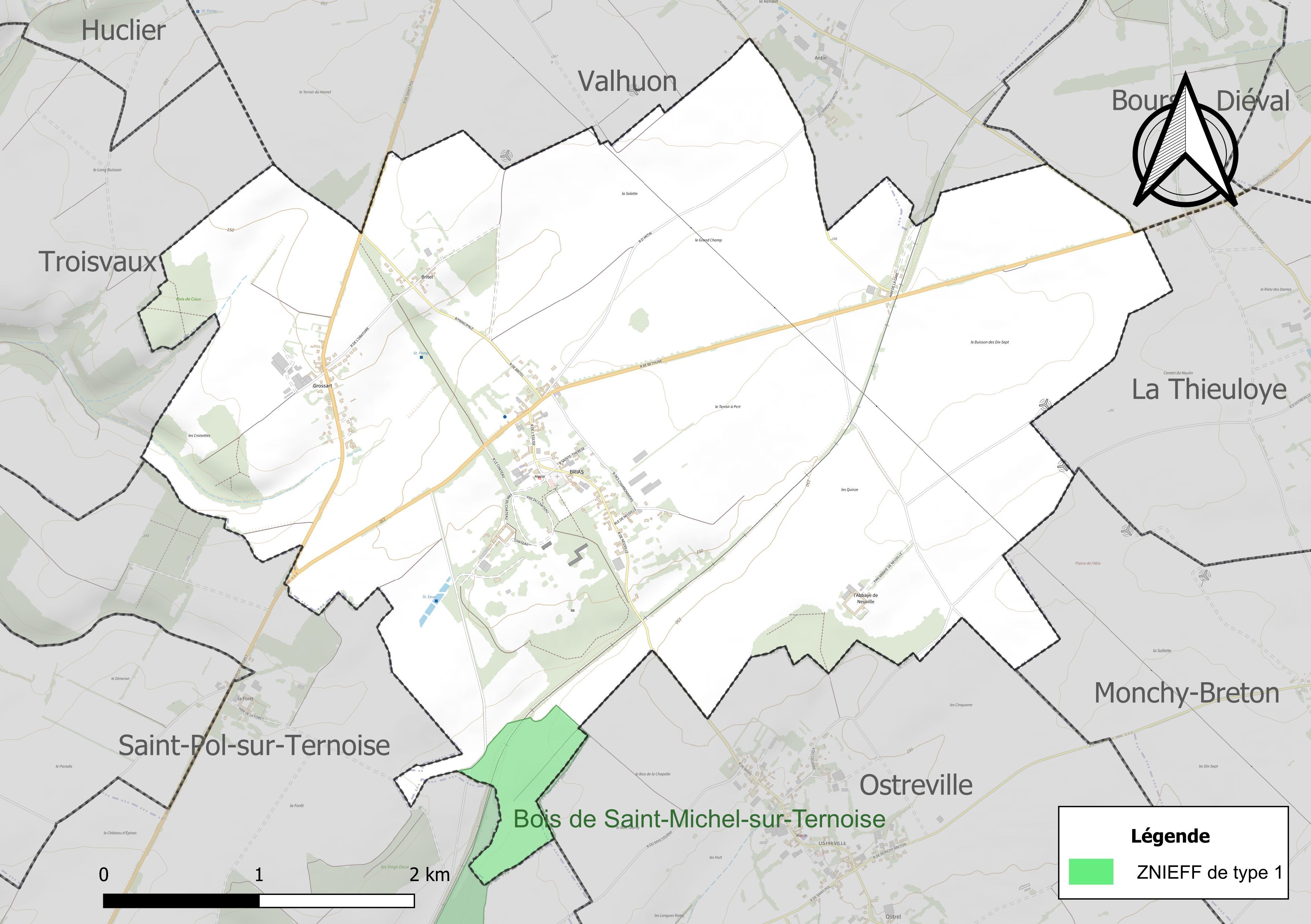
Carte de la ZNIEFF sur la commune.

## Urbanisme

### Typologie
Au 1er janvier 2024, Brias est catégorisée commune rurale à habitat dispersé, selon la nouvelle grille communale de densité à sept niveaux définie par l'Insee en 2022.
Elle est située hors unité urbaine. Par ailleurs la commune fait partie de l'aire d'attraction de Saint-Pol-sur-Ternoise, dont elle est une commune de la couronne,. Cette aire, qui regroupe 72 communes, est catégorisée dans les aires de moins de 50 000 habitants,.

### Occupation des sols
L'occupation des sols de la commune, telle qu'elle ressort de la base de données européenne d'occupation biophysique des sols Corine Land Cover (CLC), est marquée par l'importance des territoires agricoles (91,4 % en 2018), en diminution par rapport à 1990 (96,4 %). La répartition détaillée en 2018 est la suivante : 
terres arables (77,6 %), prairies (7 %), zones agricoles hétérogènes (6,8 %), zones urbanisées (4,9 %), forêts (3,6 %). L'évolution de l'occupation des sols de la commune et de ses infrastructures peut être observée sur les différentes représentations cartographiques du territoire : la carte de Cassini (XVIIIe siècle), la carte d'état-major (1820-1866) et les cartes ou photos aériennes de l'IGN pour la période actuelle (1950 à aujourd'hui).

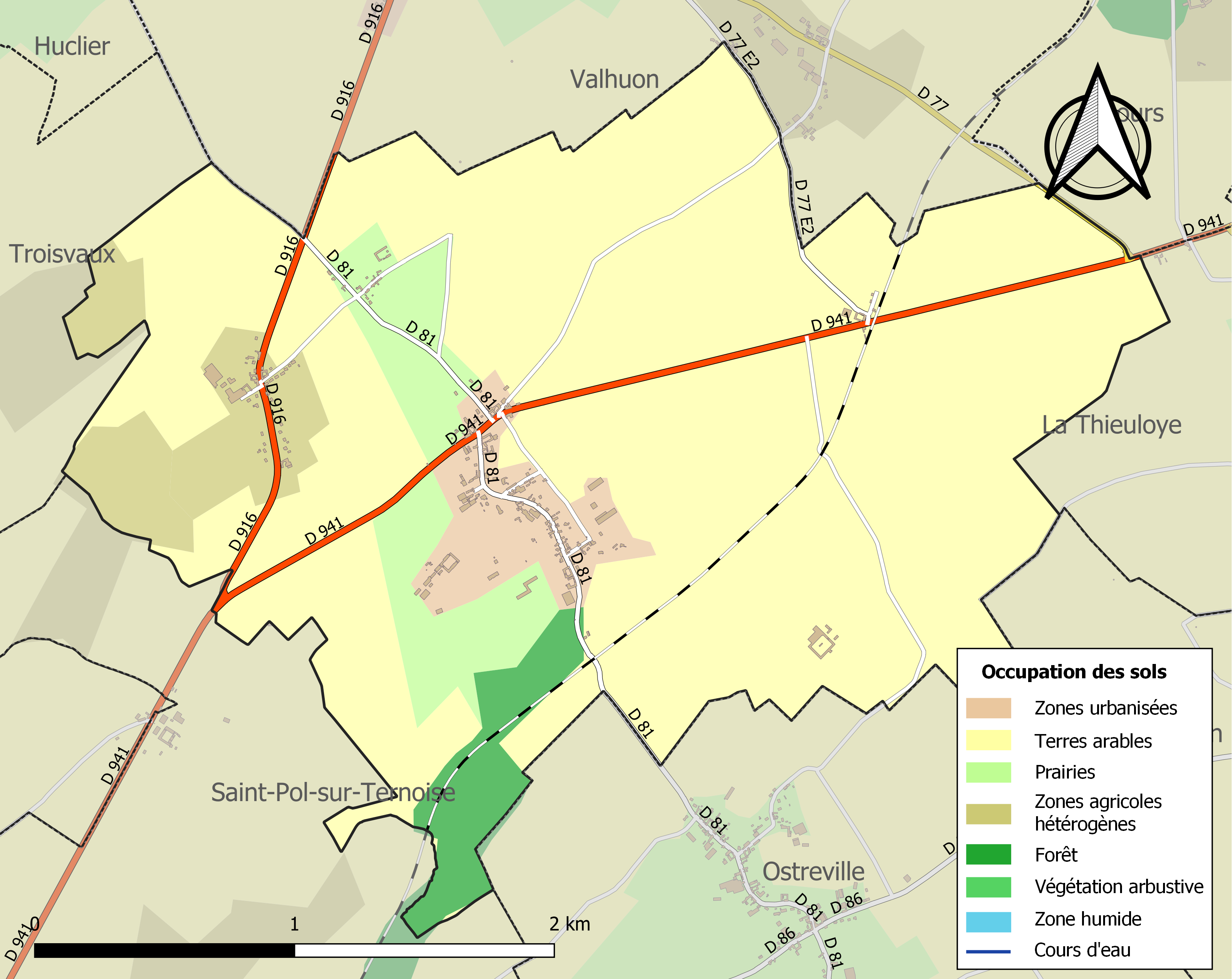
Carte des infrastructures et de l'occupation des sols de la commune en 2018 (CLC).

### Voies de communication et transports

#### Voies de communication
La commune est desservie par les routes départementales D 916, reliant Hazebrouck à Doullens, et D 930 reliant Bruay-la-Buissière à Saint-Pol-sur-Ternoise.

#### Transport ferroviaire
La commune se trouve à 5 km de la gare de Saint-Pol-sur-Ternoise, située sur les lignes de Lille-Flandres à Saint-Pol-sur-Ternoise, d'Arras à Saint-Pol-sur-Ternoise et de Saint-Pol-sur-Ternoise à Étaples, desservie par des trains TER Hauts-de-France.
La commune était située sur la ligne de Bully - Grenay à Brias, une ancienne ligne de chemin de fer qui reliait, de 1875 à 1990, Bully-les-Mines à Brias.

### Énergie
Deux éoliennes d'une hauteur de 120 m sont installées à la limite avec Valhuon.

## Toponymie
Le nom de la localité est attesté sous les formes Briastrum (1096), Briast (1190), Bria (1246), Briias (1250), Briastre (1352), Bryach (1528), Briat-Britel (1720), Bryas (1793 et 1801) et Brias depuis 1997.

## Histoire

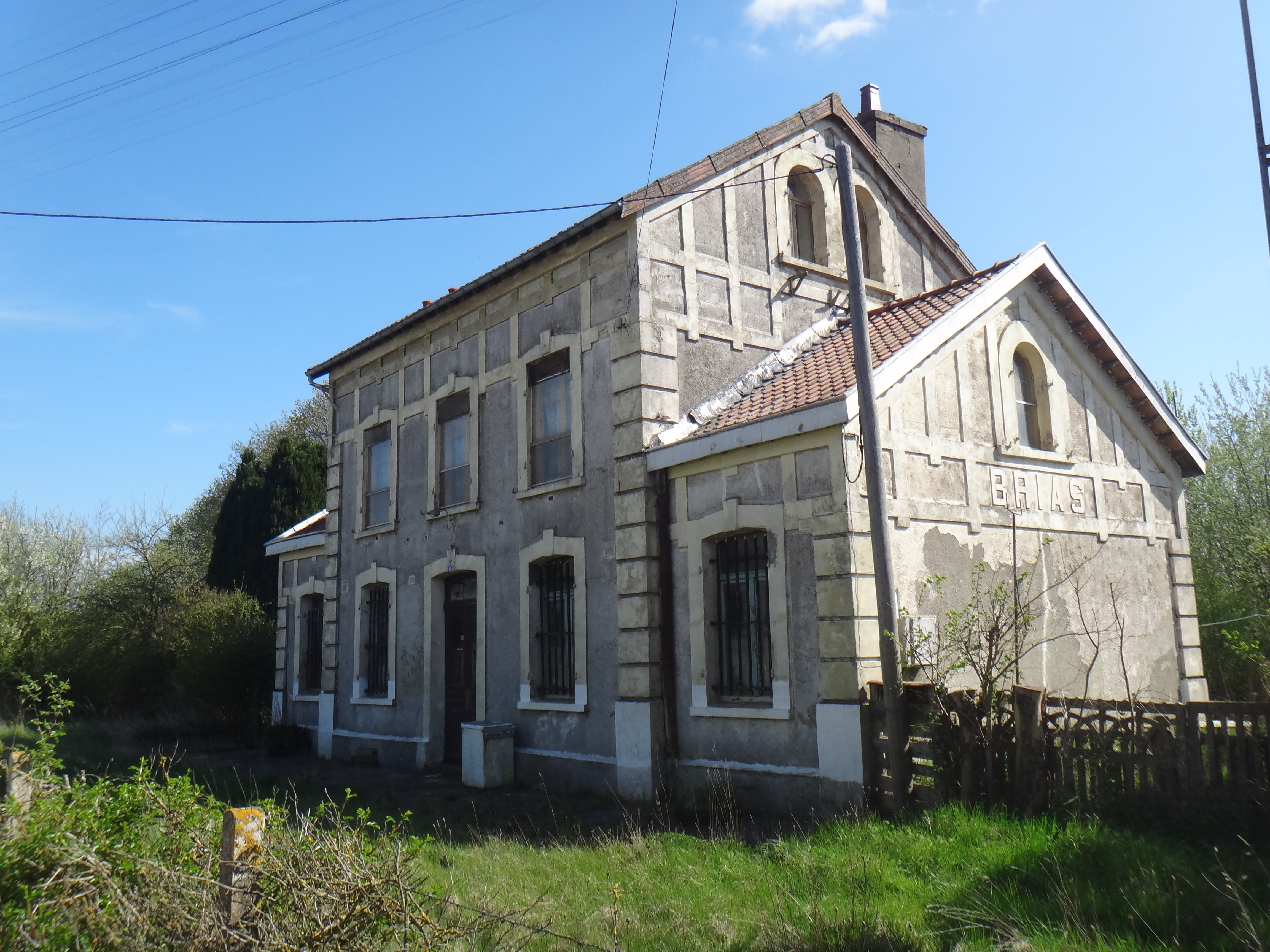
L'ancienne gare.

Brias fut fondée en 1212 par Gilles de la Tourette alias « Croix de vie »[réf. nécessaire].
Brias est le berceau de la famille de Bryas, qui gardera cette terre en seigneurie et fut également connue au Cateau-en-Cambrésis. Le 30 mai 1649, la terre de Brias est érigée en comté (titre de comte), en faveur de Charles de Brias.
La commune fut le terminus de la ligne de Bully - Grenay à Brias, principalement affectée au transport du charbon, qui a été déclarée d'utilité publique en 1876, et a perdu son trafic passagers dans les années 1950. Le fret a cessé toute activité en 1990.
Pendant la Première Guerre mondiale, Brias est à l'arrière du front qui se situe vers Arras. Des troupes retirées de la première ligne viennent séjourner parfois dans les villages de l'arrière. C'est le cas pour Brias à diverses reprises par exemple en novembre 1914 ou encore en avril 1915. Ou encore en novembre 1915 pour les hameaux de Grossart et de Britel.

## Politique et administration

### Découpage territorial
La commune se trouve dans l'arrondissement de Saint-Pol de 1801 à 1925, puis, depuis 1926, dans l'arrondissement d'Arras du département du Pas-de-Calais.

#### Commune et intercommunalités
La commune faisait partie de la communauté de communes du Saint-Polois créée fin 1995.
Dans le cadre de la réforme des collectivités territoriales françaises, par la loi de réforme des collectivités territoriales du 16 décembre 2010 (dite loi RCT)  destinée à permettre notamment l'intégration de la totalité des communes dans un EPCI à fiscalité propre, la suppression des enclaves et discontinuités territoriales et les modalités de rationalisation des périmètres des établissements publics de coopération intercommunale et des syndicats mixtes existants, cette intercommunalité fusionne avec sa voisine, la communauté de communes du pays d'Heuchin, formant le 1er janvier 2013 la communauté de communes des Vertes Collines du Saint-Polois.
Un nouveau mouvement de regroupement intercommunal intervient dans le cadre des dispositions de la loi portant nouvelle organisation territoriale de la République (Loi NOTRe) du 7 août 2015, qui prévoit que les établissements publics de coopération intercommunale (EPCI) à fiscalité propre doivent avoir un minimum de 15 000 habitants. À l'initiative des intercommunalités concernées, la Commission départementale de coopération intercommunale (CDCI) adopte le 26 février 2016 le principe de la fusion de :
- la communauté de communes de l'Auxillois, regroupant 16 communes dont une de la Somme et 5 217 habitants[30] ;
- la communauté de communes de la région de Frévent, regroupant 12 communes et 6 567 habitants ;
- de la communauté de communes des Vertes Collines du Saint-Polois, regroupant 58 communes et 19 585 habitants
- de la communauté de communes du Pernois, regroupant 18 communes et 7 114 habitants. Le schéma départemental de coopération intercommunale (SDCI), intégrant notamment cette évolution, est approuvé par un arrêté préfectoral du 30 mars 2016[31],[32].

La communauté de communes du Ternois, qui résulte de cette fusion et dont la commune fait désormais partie, est créée par un arrêté préfectoral qui a pris effet le 1er janvier 2017. Cette communauté de communes regroupe 103 communes et compte 37 469 habitants en 2021.

#### Circonscriptions administratives
La commune fait partie depuis 1801 du canton de Saint-Pol-sur-Ternoise. Dans le cadre du redécoupage cantonal de 2014 en France, la composition de ce canton est modifiée et il regroupe désormais 88 communes, dont Brias.

#### Circonscriptions électorales
Pour l'élection des députés, la commune fait partie de la première circonscription du Pas-de-Calais.

### Élections municipales et communautaires

#### Liste des maires
| Période                                  | Période                      | Identité        | Étiquette | Qualité                                  |
| ---------------------------------------- | ---------------------------- | --------------- | --------- | ---------------------------------------- |
| Les données manquantes sont à compléter. |                              |                 |           |                                          |
| 1971                                     | 1995                         | Paul-Henri Clay |           |                                          |
| 1995                                     | 2008                         | Noël Brodel     |           |                                          |
| 2008                                     | 2020                         | Régis Mehl      | DVG       | Retraité Réélu pour le mandat 2014-2020, |
| 3 juillet 2020                           | En cours (au 3 février 2020) | Cédric Demoulin |           | Agriculteur,                             |

## Équipements et services publics

### Justice, sécurité, secours et défense
La commune dépend du tribunal judiciaire d'Arras, du conseil de prud'hommes d'Arras, de la cour d'appel de Douai, du tribunal de commerce d'Arras, du tribunal administratif de Lille, de la cour administrative d'appel de Douai et du tribunal pour enfants d'Arras.

## Population et société

### Démographie
Les habitants de la commune sont appelés les Briasois.

#### Évolution démographique
L'évolution du nombre d'habitants est connue à travers les recensements de la population effectués dans la commune depuis 1793. Pour les communes de moins de 10 000 habitants, une enquête de recensement portant sur toute la population est réalisée tous les cinq ans, les populations de référence des années intermédiaires étant quant à elles estimées par interpolation ou extrapolation. Pour la commune, le premier recensement exhaustif entrant dans le cadre du nouveau dispositif a été réalisé en 2006.

En 2022, la commune comptait 297 habitants, en évolution de +1,71 % par rapport à 2016 (Pas-de-Calais : −0,72 %, France hors Mayotte : +2,11 %).
| 1793 | 1800 | 1806 | 1821 | 1831 | 1836 | 1841 | 1846 | 1851 |
| ---- | ---- | ---- | ---- | ---- | ---- | ---- | ---- | ---- |
| 302  | 306  | 345  | 323  | 364  | 315  | 344  | 338  | 318  |

| 1856 | 1861 | 1866 | 1872 | 1876 | 1881 | 1886 | 1891 | 1896 |
| ---- | ---- | ---- | ---- | ---- | ---- | ---- | ---- | ---- |
| 334  | 356  | 361  | 366  | 407  | 410  | 385  | 393  | 386  |

| 1901 | 1906 | 1911 | 1921 | 1926 | 1931 | 1936 | 1946 | 1954 |
| ---- | ---- | ---- | ---- | ---- | ---- | ---- | ---- | ---- |
| 391  | 405  | 406  | 397  | 356  | 366  | 363  | 316  | 337  |

| 1962 | 1968 | 1975 | 1982 | 1990 | 1999 | 2006 | 2011 | 2016 |
| ---- | ---- | ---- | ---- | ---- | ---- | ---- | ---- | ---- |
| 315  | 269  | 264  | 278  | 264  | 235  | 281  | 318  | 292  |

| 2021 | 2022 | - | - | - | - | - | - | - |
| ---- | ---- | - | - | - | - | - | - | - |
| 295  | 297  | - | - | - | - | - | - | - |

#### Pyramide des âges
En 2018, le taux de personnes d'un âge inférieur à 30 ans s'élève à 38,0 %, soit au-dessus de la moyenne départementale (36,7 %). À l'inverse, le taux de personnes d'âge supérieur à 60 ans est de 20,3 % la même année, alors qu'il est de 24,9 % au niveau départemental.
En 2018, la commune comptait 144 hommes pour 147 femmes, soit un taux de 50,52 % de femmes, légèrement inférieur au taux départemental (51,5 %).
Les pyramides des âges de la commune et du département s'établissent comme suit.
| Hommes | Classe d’âge | Femmes |
| ------ | ------------ | ------ |
| 1,4    | 90 ou +      | 2,0    |
| 2,1    | 75-89 ans    | 3,4    |
| 13,9   | 60-74 ans    | 17,6   |
| 18,7   | 45-59 ans    | 16,2   |
| 23,6   | 30-44 ans    | 25,0   |
| 11,8   | 15-29 ans    | 20,3   |
| 28,5   | 0-14 ans     | 15,5   |

| Hommes | Classe d’âge | Femmes |
| ------ | ------------ | ------ |
| 0,5    | 90 ou +      | 1,6    |
| 5,6    | 75-89 ans    | 8,9    |
| 16,7   | 60-74 ans    | 18,1   |
| 20,2   | 45-59 ans    | 19,2   |
| 18,9   | 30-44 ans    | 18,1   |
| 18,2   | 15-29 ans    | 16,2   |
| 19,9   | 0-14 ans     | 17,9   |

### Manifestations culturelles et festivités
Une brocante est organisée par l'association Brias Loisirs. la 8e édition a eu lieu le 18 septembre 2016

## Culture locale et patrimoine

### Lieux et monuments

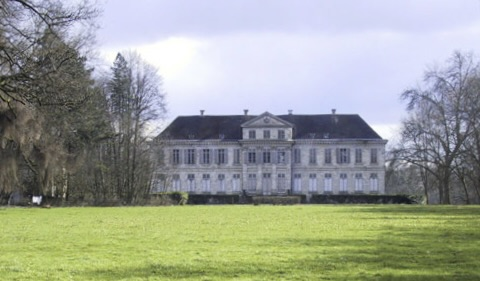
La façade du château.

- Le château de Brias (propriété privée)

Citée dès le Haut Moyen Âge, la famille de Bryas a possédé la terre sans interruption. Le château primitif s'élevait près de l'actuelle chapelle funéraire. Détruit sur l'ordre d'Henri II, lorsque l'Artois était espagnol, il fut reconstruit par la suite sur le même emplacement.
À la fin de l'Ancien Régime, le comte de Bryas décida la construction du château actuel sur des plans grandioses et dans un style qui rappelle la manière de Contant d'lvry. Les gros murs n'étaient pas achevés quand la Révolution interrompit les travaux, qui ne furent repris que sous l'Empire, et terminés en 1820.
Situé en 1914-18 à proximité du front, le château abrita le quartier général du maréchal Foch pendant la bataille d'Artois. Y vinrent également le roi Albert Ier, le roi George V et les rois de Serbie et de Monténégro.
En 1940-1944, c'est Hermann Göring qui vint inspecter le centre de la Luftwaffe installé dans le château. Les installations ont été bombardées par l'aviation américaine, notamment le 17 août 1943.Le parc est encore encombré de nombreux abris bétonnés construits à cette époque, et quasiment indestructibles.
- L'église Saint-Martin.

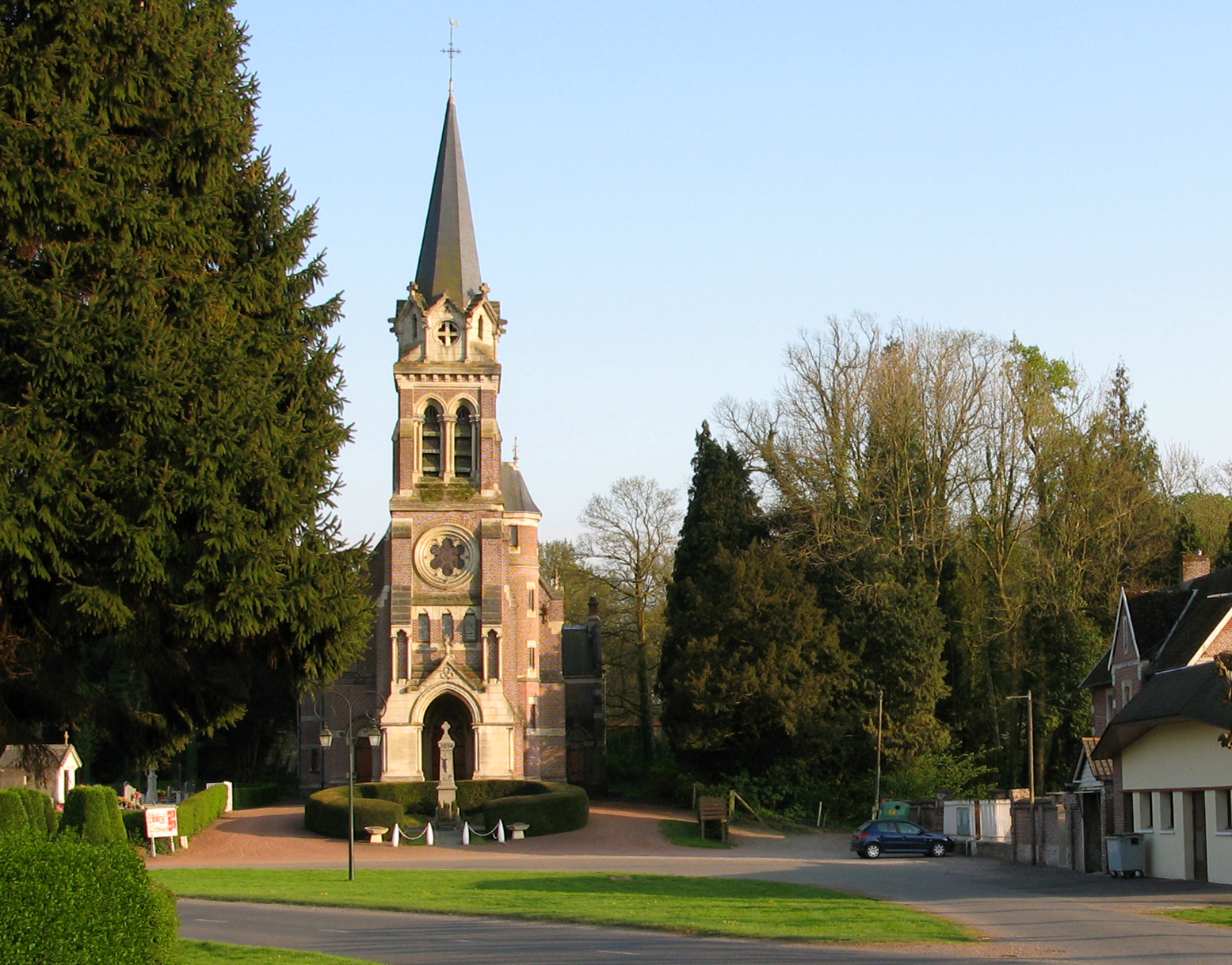
L'église et, dressé dans l'axe de son portail, le monument aux morts.

L'église Saint-Martin a été rebâtie en 1883 à l'emplacement de l'ancien château, détruit pendant la Révolution française, dans le style ogival par l'architecte Edmond Duthoit. Cette relative jeunesse explique son style sensiblement différent de ce que l'on peut rencontrer dans la région. Cette église fut la chapelle du Comte de Brias et a été cédée à la commune en 2011 par la fille du dernier comte de Bryas
- Le monument aux morts[52].

### La commune dans les arts
- 2004 : Joyeux Noël, film réalisé par Christian Carion avec Diane Kruger, Guillaume Canet, Daniel Brühl et Dany Boon. Scènes tournées dans le château de Brias[53].

### Personnalités liées à la commune
- Famille de Bryas.
- Emmanuel-Joseph Bailly de Surcy (1794-1861), imprimeur et journaliste catholique né à Brias.

### Héraldique
| Blason de Brias | Blason  | D'argent à la fasce de sable, surmontée de trois cormorans du même, becqués et membrés de gueules, rangés en fasce. |
| Blason de Brias | Détails | Le statut officiel du blason reste à déterminer.                                                                    |

## Pour approfondir